# فرانسیسکو کیل دو آمارال

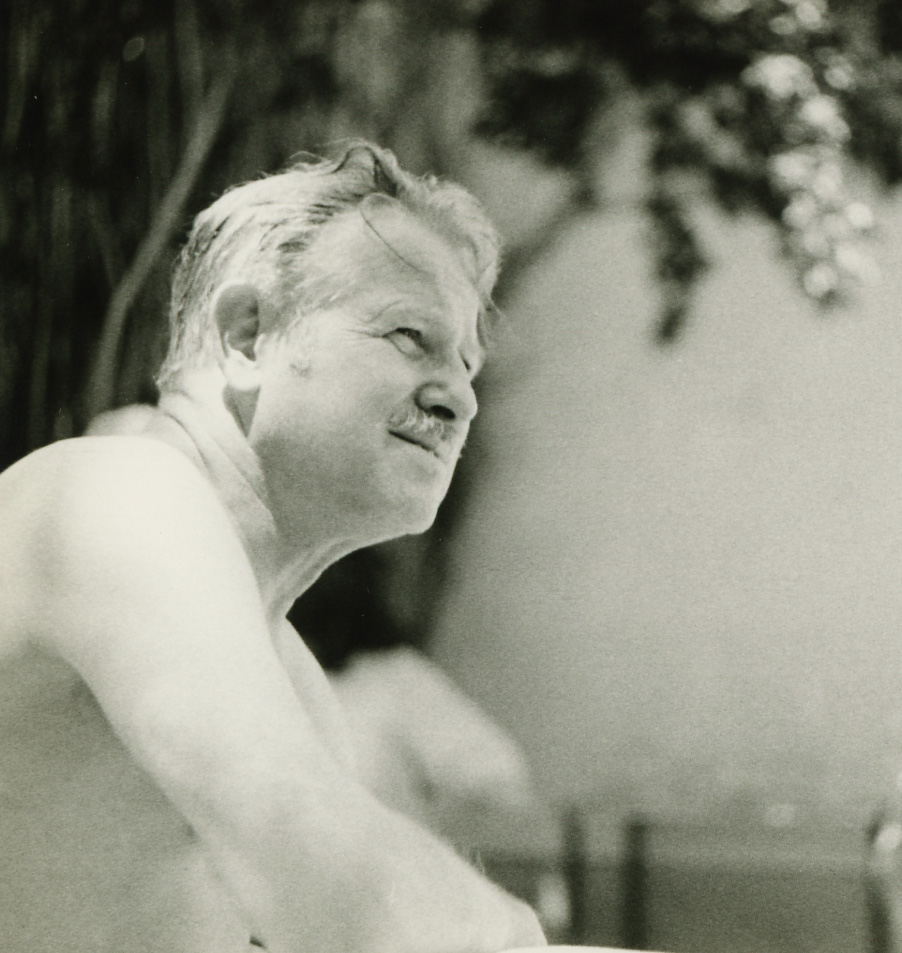
فرانسیسکو کیل دو آمارال

 فرانسیسکو کیل دو آمارال (انگلیسی: Francisco Keil do Amaral؛ ۲۸ آوریل ۱۹۱۰ – ۱۹ فوریهٔ ۱۹۷۵) یک عکاس، و معمار اهل پرتغال بود.